# Bernhard von Sanden der Ältere

Bernhard von Sanden

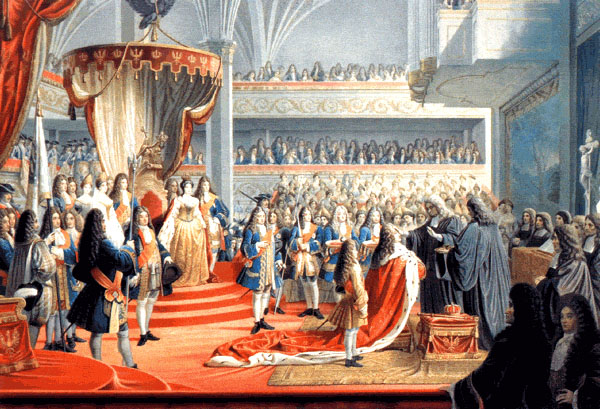
Krönung von Kurfürst Friedrich III. als König Friedrich I. in Preußen

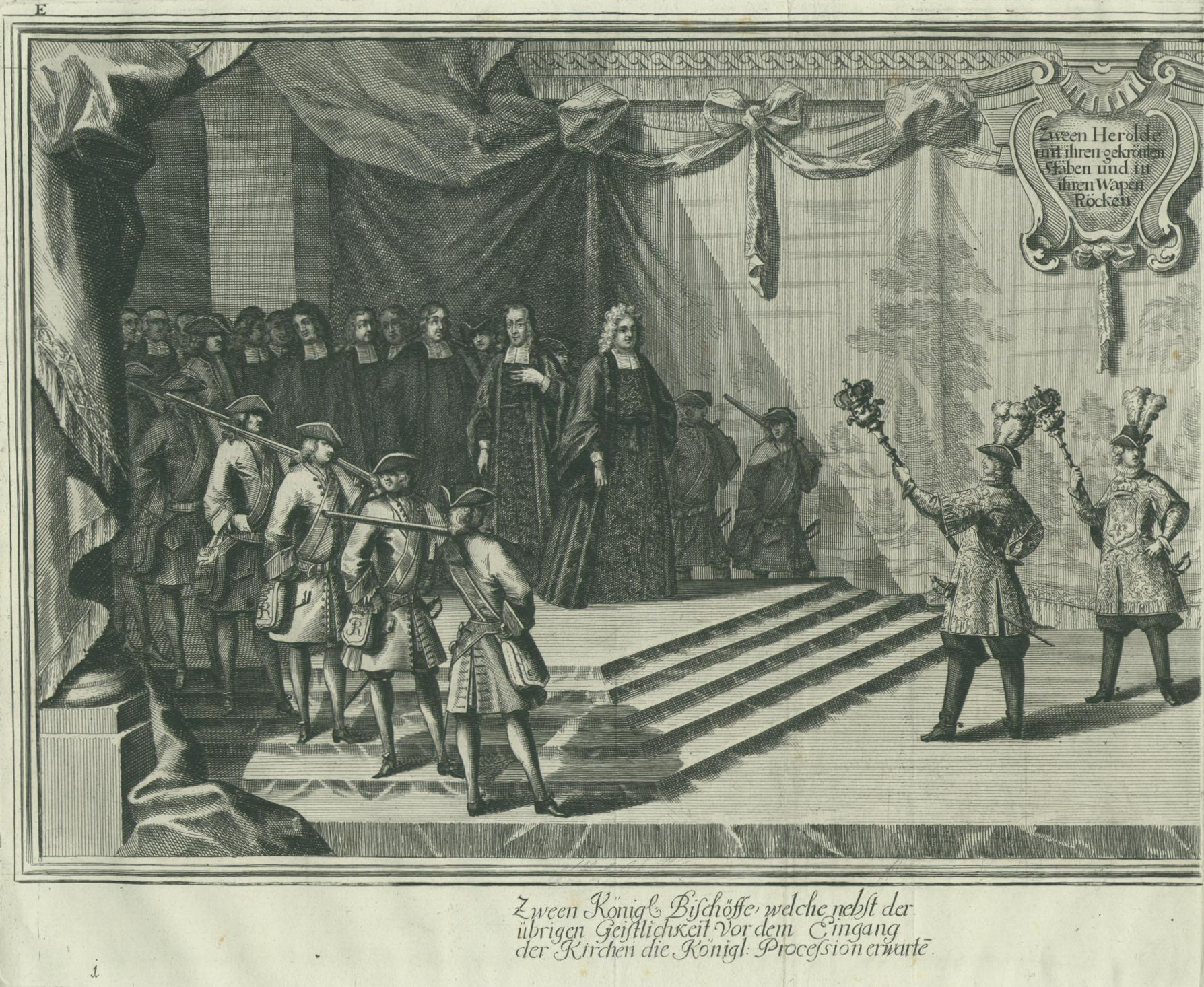
Bernhard von Sanden und Benjamin Ursinus vor dem Kircheneingang, die königliche Prozession erwartend

Bernhard von Sanden der Ältere (* 4. Oktober 1636 in Insterburg; † 19. April 1703 in Königsberg) war ein deutscher lutherischer Theologe.

## Leben
Sanden war der Sohn eines Ratsherrn. Er besuchte das Gymnasium seiner Heimatstadt und begann 1653 ein Studium an der Universität Königsberg. 1659 erwarb er den akademischen Grad eines Magisters der Philosophie und begann philosophische und philologische Vorlesungen in Hebräisch zu halten. Als Hauslehrer begleitete er im selben Jahr junge Zöglinge nach Thorn, war an der Universität Leipzig, an der Universität Altdorf, in Tübingen, Straßburg und München. Seine Reise führte ihn über die Schweiz, nach Frankreich, dann nach England und Holland.
1663 kehrte er nach Königsberg zurück und wurde 1664 Diaconus an der Löbenichtsche Kirche. Wegen des starken Zulaufs bei seinen Predigten wurde ein neuer Chor in der Kirche gebaut. 1667 wechselte er an die Altstädtische Kirche in Königsberg, wo er nach zwei Jahren zum Pastor derselben aufstieg und zugleich Mitglied des Samländischen Konsistoriums zu Königsberg wurde. 1674 wurde er zum außerordentlichen Professor der Theologie an der Universität Königsberg berufen, promovierte 1675 zum Doktor der Theologie und rückte 1682 zum ordentlichen Professor der theologischen Wissenschaften auf.
1688 wurde er erster Professor der theologischen Fakultät und Oberhofprediger von Friedrich der III. von Brandenburg. Zudem erhielt er 1690 als evangelischer Bischof in Königsberg die Oberaufsicht der samländischen Kirchen. Gemeinsam mit dem Bischof Benjamin Ursinus amtierte er beim Krönungsgottesdienst von Friedrich I. In seiner Predigt mahnte er am Beispiel von David und Christus, dass ein König zur Ehre Gottes und zum Wohle seiner Untertanen regieren müsse. Er beteiligte sich auch an den organisatorischen Aufgaben der Königsberger Hochschule. So war er mehrfach Rektor der Königsberger Alma Mater.
Mit seiner Frau, der Tochter eines Königsberger Kaufmanns, hatte mehrere Söhne Bernhard von Sanden der Jüngere und Heinrich von Sanden wurden ebenfalls ordentliche Professoren der Königsberger Hochschule. Zudem erlangte sein Sohn Johann Friedrich von Sanden als Jurist Bedeutung.

## Weblink
- Index Königsberger Professoren